# توماس دي ييبس
توماس دي ييبس، (1600-16 يونيو 1674) رسام إسباني في مملكة فالنسيا. فنان من الحركة الباروكية، عمل كرسام للطبيعة الصامتة، كما رسم لوحات للعملاء والمناسبات العامة. على الرغم من أن نشاطه بدأ في العقد الثاني من القرن السابع عشر، إلا أن معظم الأعمال المنسوبة إليه كانت بعد عام 1642. واستمر في الرسم حتى وفاته.
كانت لوحاته لمزهريات الزهور والفواكه (خاصة العنب) والأشياء اليومية بارزة في المنطقة خلال القرنين السابع عشر والثامن عشر، وقد اعتُبر أحد أهم الفنانين الذين أعادوا اكتشاف تاريخ الفن. اشتهر بأسلوبه المميز في رسم الزهور الذي ركز عليه طوال حياته المهنية. تُعرض لوحاته في المتاحف والمجموعات الخاصة في جميع أنحاء العالم، حيث يستضيف متحف ديل برادو أكبر مجموعة من أعماله.

## حياته
وُلد ييبس لوالديه باسكوال توماس ييبس وفيسنتا بوجاديس في عام 1600. يُعتبر أنه ولد في مملكة فالنسيا، على الرغم من أن مؤرخي الفن لم يتمكنوا من التأكد مما إذا كان قد ولد في مدينة فالنسيا - وهو المكان الذي كان ناشطًا فيه خلال مسيرته المهنية.
لا يُعرف الكثير عن حياة ييبس خارج عمله. التحق بـ كلية الرسامين في فالنسيا في أكتوبر 1616. بحلول عام 1630، دخل في صفقة تجارية مع مدينة ديل كامبو وبيعت لوحاته في معارض المدينة المختلفة. كان ليبيس أخت كبرى، فيسينتا، كانت تمتلك محل حلويات. في عام 1631، رفعت دعوى قضائية ضد يبيس للمطالبة بسداد ديون قديمة، وقد سددها بتسليمها بعضًا من لوحاته الدينية.
كان ييبس متزوجًا من آنا إيريس، سليلة عائلة ثرية من منطقة بلنسية؛ كانت عائلتها تمتلك أيضًا عقارات مُؤجّرة في ألجميسي. بعد وفاة إخوتها، أعلنت إيريس نفسها الوريثة الوحيدة للعائلة في 4 يوليو من عام 1635. عمل والد زوجة ييبس، غاسبار إيريس، نجارًا في المعارض؛ تلقى ييبس وغاسبار إيريس، مع بعضهما 220 جنيهًا بلنسية من ميدينا ديل كامبو في عام 1635.
كما رسم يبيس لوحات للعملاء. في عام 1632، باع بعض لوحاته من الفاكهة مقابل ثمانية جنيهات بلنسية لكاتب العدل فيسنتي كورتيس. في 4 ديسمبر من عام 1633، وقّع صفقة بقيمة 13 جنيهًا إسترلينيًا مع التاجر خوان رويز بهدف استيراد القماش والأنسجة لاستخدامها في لوحاته. في 2 أغسطس 1638، تلقى سيمون كولومير ثماني لوحات من يبيس.
يشير ويليام ب. جوردان إلى وجود فجوات في الجدول الزمني في حياة ييبس؛ على الرغم من أنه كان نشطًا بحلول العقد الثاني من القرن السابع عشر، إلا أن معظم الأعمال المنسوبة إليه كانت بعد عام 1642. في عام 1655، عُرضت لوحاته في دير سانتو دومينغو خلال الذكرى المئوية الثانية لتقديس القديس فنسنت فيرير. اختار ييبس بشكل أساسي أن يرسم المزهريات والفواكه، التي اشتهر بها في جميع أنحاء المملكة.
مثل فرانسيسكو بيريز سييرا، قام يبيس بزراعة أنواع مختلفة من الزهور في الفناء الخلفي لمنزله لاستخدامها في لوحاته. استمر في الرسم خلال الستينيات من القرن السادس عشر، وقد عُثر على أعماله الموقعة مؤرخة حتى وفاته. توفي ييبس في فالنسيا في 16 يونيو 1674، ودُفن في كنيسة سان إستيباند.
تخصّص يبيس في رسم الطبيعة الصامتة. إذ إن تطبيقه لأسلوب النهج التركيبي للتباين والتفاصيل واللون العميق ينتمي إلى الأسلوب الباروكي الإسباني للرسم. استكشف موضوعات المذهب الطبيعي وذلك في زخارف تمثل ازدهار الحياة في فالنسيا. كان هذا على النقيض من أعمال الرسامين الباروكيين الإسبان المعاصرين التي عرفت بالتقشف، ووصفت لوحاته بأنها قديمة في سياق العصر الذهبي الإسباني.